# Thibaut VI de Blois
Pour les articles homonymes, voir Thibaut de Blois et Blois (homonymie).
Thibaut VI de Blois, dit le Jeune († 16 ou 22 avril 1218), est comte de Blois, de Chartres et de Clermont-en-Beauvaisis à partir de 1205.

## Biographie
Thibaut VI de Blois est le fils de Louis de Blois († 1205), comte de Blois et de Clermont-en-Beauvaisis, et de Catherine de Clermont, fille de Raoul le Roux, comte de Clermont-en-Beauvaisis.

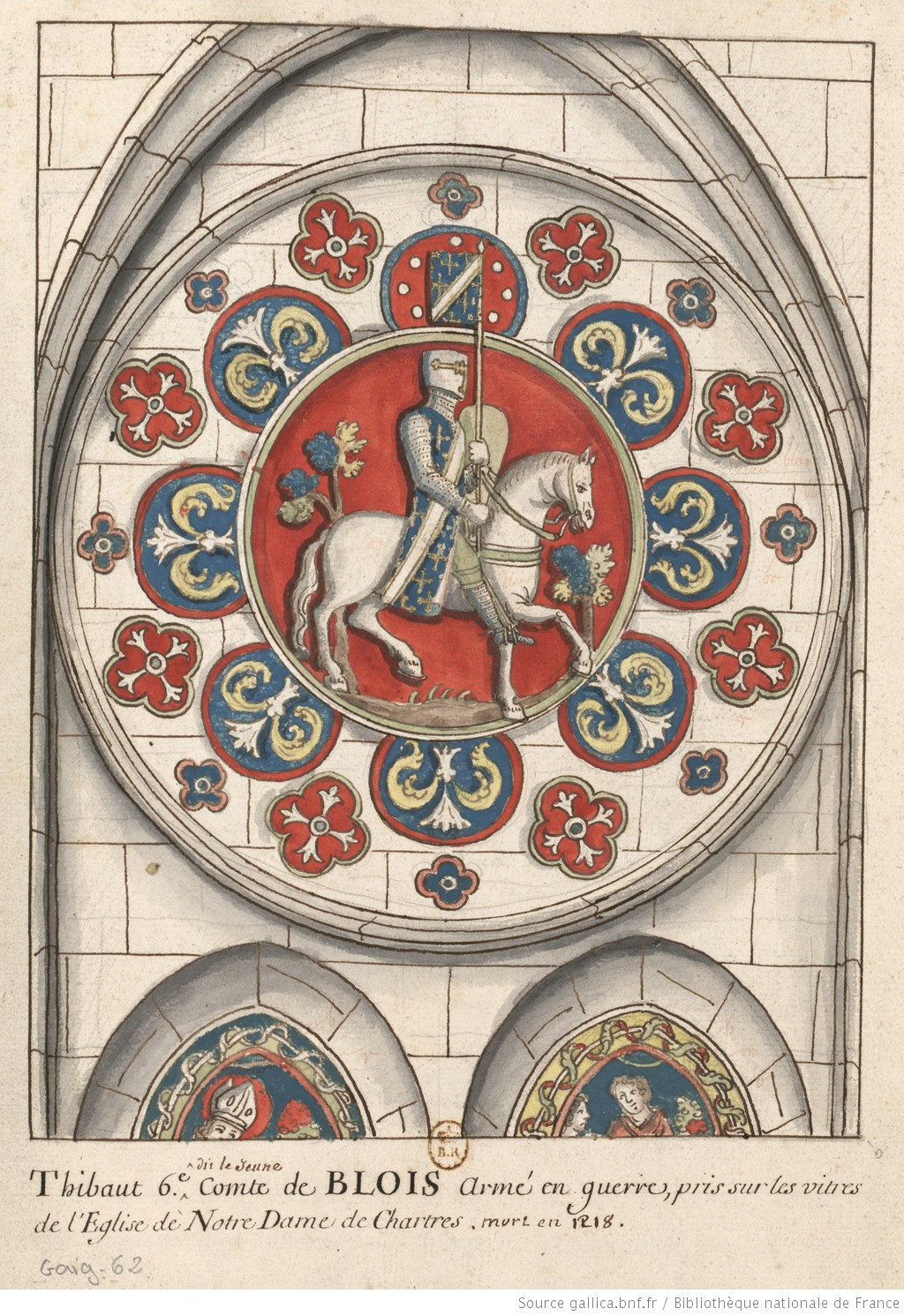
Dessin d'un vitrail de Notre-Dame de Chartres : figure équestre de Thibaud VI, portant écu et cotte armorié.

Connu pour ses donations en faveurs d'établissements religieux, il participa à la construction de la cathédrale Notre-Dame de Chartres et fit construire un immense château à Blois dont il ne reste aujourd'hui qu'une tour et principalement une salle : la salle des états qui était à sa construction la plus grande salle du monde.
Thibaut lutte contre les Musulmans en Espagne et il y est atteint de la lèpre. De retour dans ses domaines, il vit reclus dans son château de la Ferté-Villeneuil. C'est là qu'il est mort sans enfant en 1218, tous ses biens passent à ses tantes, à l'exception du comté de Clermont-en-Beauvaisis qui est vendu à la couronne de France. Les comtés de Blois et du Dunois passent ainsi à sa tante Marguerite de Blois, dont la fille est à l'origine de la lignée des Blois-Châtillon, et le comté de Chartres passe à Élisabeth.

### Mariages
En premières noces, avant 1213, il épouse Mathilde, fille de Robert, comte d'Alençon, et de Jeanne de Preuilly.
En secondes noces, il épouse Clémence († v. 1259), fille de Guillaume des Roches, sénéchal d'Anjou, et de Marguerite, dame de Sablé.
Il n'eut aucune descendance connue.

## Sources
- (en) Foundation for Medieval Genealogy (FMG) ;
- France Balade.